# باركر د. ميتشيل
باركر د. ميتشيل هو سياسي كندي، ولد في 21 ديسمبر 1900 في Lincoln, New Brunswick ‏ في كندا، وتوفي في 2 أبريل 1963 في فريدريكتون في كندا. نشط حزبياً في الحزب التقدمي المحافظ في نيو برونزويك ‏.